# Martin Klein (zápasník)
Martin Klein (ruskou cyrilicí Мартин Кляйн, 12. září 1884 Tarvastu — 11. února 1947 tamtéž) byl estonský zápasník, stříbrný medailista na stockholmské olympiádě 1912.
Narodil se na venkově, od sedmnácti let žil v Petrohradu a pracoval jako námořník a stavební dělník. V zápasnickém klubu Sanitas si původně přivydělával jako vrátný, ale trenér Daniel Wiedemann objevil jeho talent a v roce 1910 se Klein stal zápasnickým přeborníkem Petrohradu bez rozdílu vah. Byl nominován do týmu carského Ruska na olympiádu 1912, kde v soutěži střední váhy do 75 kg postoupil mezi nejlepší tři účastníky. Jeho zápas proti Finovi Alfredu Asikainenovi (Finsko bylo tehdy stejně jako Estonsko součástí Ruského impéria, ale na stockholmské olympiádě startovalo samostatně) byl nejdelším soubojem v olympijské historii, Kleinovi se podařilo dostat soupeře na lopatky až po jedenácti hodinách a čtyřiceti minutách, zápas se konal na otevřeném sluncem rozpáleném ringu. Pro vyčerpání nebyl schopen nastoupit v dalším utkání proti Švédovi Claesi Johanssonovi, který se tak stal olympijským vítězem bez boje. Jako reakce na tuto událost byla v roce 1924 stanovena v amatérském zápase maximální délka střetnutí.
Klein se stal ještě roku 1913 mistrem Ruska v těžké váze a odjel na mistrovství světa v zápase do Vratislavi, soutěž však pro zranění ruky nedokončil. Na olympiádě v roce 1920 se představil jako trenér zápasníků samostatného Estonska, sportovní prostředí opustil roku 1937 a dožil na rodném statku v Tarvastu. Od roku 1962 se ve Viljandi koná zápasnický Memoriál Martina Kleina.